# 終戦日記
終戦日記（しゅうせんにっき、又は敗戦日記 はいせんにっき）は、1945年（昭和20年）8月15日のポツダム宣言受諾による終戦決定を境に、いかに社会情勢・人心・風俗が変転を余儀なくされていったかを、日記体で記した記録・文芸作品の総称である。
ただし、諸家が各自で書いたものを、後世の人がそう呼ぶ、あるいは特別に分類する人がいる、というだけであり、もともと共通の執筆目的があったわけではない。
政治家など（特に『木戸幸一日記』）は「昭和史」の記述で引用参照が多くなされている。
文学者では永井荷風『断腸亭日乗』が著名で、戦後まもなく『罹災日録』で刊行、度々改題し版元を変え今日まで重版され、荷風自身の代表作である。私的な日記という体裁ではあるが、読者を意識した記述が多いことは複数の論者に指摘されている。
なお回想録に関しては「大戦を題材とした作品一覧」を参照。

## 主な刊行一覧
著者五十音順 - 複数の場合、新版刊行のみ記載。※は、生前刊行か、生前から知られていた日記。
- 『芦田均日記』 岩波書店（全7巻）、戦前の部は柏書房（全5巻）で刊行。
　主に記述はGHQ下での占領期である（当事者として史書を著すため、詳細な記録を残した）
- 『有馬頼寧日記 5　昭和十七年～昭和二十年』山川出版社（全5巻）、1997-2003年 - 尚友倶楽部・伊藤隆編
- 『石橋湛山日記　昭和20年～31年』（2巻組）、みすず書房 - 伊藤隆ほか編
- 一色次郎『日本空襲記』※ 文和書房、1972年
- 伊藤整 『太平洋戦争日記』 新潮社（全3巻）、1983年 - 戦後編は平凡社
- 入江相政 『入江相政日記』 朝日新聞社（全6巻）、朝日文庫（全12巻）- 没時まで書き続けた。
- 内田百閒 『東京焼尽』※[1] 中公文庫（改版2004年）
  - 『百鬼園戦後日記』 小澤書店（上下） / 中公文庫（新版 全3巻）
- 『海野十三敗戦日記』 橋本哲男編、中公文庫 - 元版・講談社、1971年
- 大木操『大木日記－終戦時の帝国議会』※ 朝日新聞社、1969年
- 大佛次郎 『終戦日記』[2] 草思社 / 文春文庫（改訂版）- 執筆当時の書簡・エッセイを増補
- 『河井弥八日記 戦後篇1　昭和二十年～昭和二十二年』 信山社出版（全5巻）、2015-2020年。尚友倶楽部ほか編
- 木佐木勝『木佐木日記 4　昭和十九年－昭和二十三年』※ 現代史出版（全4巻）、1975年
- 木下道雄『側近日誌』 文藝春秋 / 中公文庫（改訂版）- 高橋紘編
- 『木下杢太郎日記 第5巻　昭和16年～昭和20年』 岩波書店（全5巻）、1979～80年
- 『木戸幸一日記』※ 東京大学出版会（全2巻）- 続編『木戸幸一日記 「東京裁判期」』
- 清沢洌『暗黒日記』 評論社（新版刊）/ ちくま学芸文庫（改訂版 全3巻）。橋川文三編・解説
- 『串田孫一集8　流れ去る歳月　日記』※ 筑摩書房、1998年
- 楠山正雄『楠山正雄の戦中・戦後日記』 冨山房（全2冊）。楠山三香男編
- 『最後の貴族院書記官長　小林次郎日記』尚友倶楽部史料調査室・今津敏晃編、芙蓉書房出版。昭和20年分のみ収録
- 小松真一『虜人日記』 筑摩書房、1975年 / ちくま学芸文庫、2004年
- 澁澤秀雄『側面史百年』 時事通信社、1967年 ※。1942年1月1日〜1945年8月16日の戦中日記も収録
- 『重光葵手記』（正・続）、伊藤隆ほか編、中央公論社 - 日記ではなく、終戦前後の覚書
- 『島尾敏雄日記』 新潮社、2010年 - 「加計呂麻島敗戦日記」、「終戦後日記」
- 『芹沢光治良 戦中戦後日記』 勉誠出版、2015年 - 勝呂奏解説
- 『高見順日記』- 「全日記」は没後に勁草書房（全17巻）
  - 高見順 『敗戦日記』[3]※ 文春文庫 / 中公文庫、新版2005年
  - 高見順 『終戦日記』※ 文春文庫。続編[4]
- 高松宮宣仁親王 『高松宮日記』（全8巻）、中央公論社 - 大正10年から昭和22年まで記述。
- 『田島道治日記　昭和天皇拝謁記6』岩波書店、2022年（全7巻）
- 谷崎潤一郎『月と狂言師』[5]※ 中公文庫、改版2005年
  - 新訂版『疎開日記－谷崎潤一郎終戦日記』 中公文庫（細川光洋注解、千葉俊二解説）、2022年
- 『田辺聖子 十八歳の日の記録』 文藝春秋、2021年 - 没後に発見、梯久美子解説
- 徳川夢声 『夢声戦争日記　昭和16-20年』※ 中央公論社（全5巻）、中公文庫（全7巻）  
  - 『夢声戦争日記 抄 敗戦の記』 中公文庫、新版2001年
  - 『夢声戦中日記』 中公文庫、新版2015年 - 各・新編抜粋版
- 『徳川義寛終戦日記』 朝日新聞社。御厨貴・岩井克己監修
- 徳富蘇峰 『終戦後日記　頑蘇夢物語』 講談社（全4巻）- 近年発見された。1巻目のみ講談社学術文庫で再刊
- 永井荷風 『断腸亭日乗』※ 岩波書店[6] - 解説本が多く刊行
  - 『摘録 断腸亭日乗』 岩波文庫（上下）- 磯田光一編、竹盛天雄解説
- 中野重治 『敗戦前日記』 中央公論社 - 松下裕編・解説
- 野口富士男 『海軍日記　最下級兵の記録』※ 文藝春秋 / 中公文庫、2021年。各・新版
- 野田宇太郎 『桐後亭日録　灰の季節と混沌の季節』※ ぺりかん社、1978年
- 穂積重遠 『終戦戦後日記　1945～50年』 大村敦志校訂、有斐閣
- 『福永武彦戦後日記』 新潮社 - 池澤夏樹解説。続編「新生日記」
- 福原麟太郎『かの年月』※ 吾妻書房 /『福原麟太郎随想全集 第8巻』（福武書店）に再録
- 藤田信勝 『敗戦以後』※ リーダーズノート新書（新版）、2011年
- 古川ロッパ『古川ロッパ昭和日記』 晶文社（全4巻）滝大作監修 - 没時まで書き続けた
- 細川護貞 『細川日記』※ 中央公論社 / 中公文庫（改版・上下）
- 『松本学日記　昭和十四年～二十二年』尚友倶楽部・原口大輔・西山直志編、芙蓉書房出版、2021年
- 宮武外骨『外骨 戦中日記』 河出書房新社、2016年。吉野孝雄編・解説
- 武藤章 『比島から巣鴨へ』 中公文庫 - 巣鴨日記も含む
- 森正蔵 『あるジャーナリストの敗戦日記 1945〜1946』（有山輝雄編）ゆまに書房、2005年
- 『矢部貞治日記』（全4巻）、同刊行会編（読売新聞社、1974-75年）- 没時まで書き続けた
- 山田風太郎 『戦中派不戦日記』※ 講談社文庫、改版2002年 / 角川文庫、2010年 - 没後に戦後編（全4巻）、小学館 のち小学館文庫
  - 『戦中派虫けら日記』※ 未知谷、1994年 / ちくま文庫、1998年 - 大戦前半の日記
- 『山本周五郎 戦中日記』 角川春樹事務所、2011年、のちハルキ文庫
- 『湯川秀樹日記1945　京都で記した戦中戦後』 京都新聞出版センター、2020年 - 小沼通二編
- 『渡辺一夫敗戦日記』 博文館新社 / ちくま学芸文庫、2025年 - 二宮敬編・解題、串田孫一解説、宮下志朗新版解説、前半部は『著作集（14）』筑摩書房

## 関連文献
- 山田風太郎 『同日同刻　太平洋戦争開戦の一日と終戦の十五日』 立風書房、1979年 / 文春文庫、1986年 / ちくま文庫、2006年
- 山田風太郎 『あと千回の晩飯』 新版・角川文庫、2011年。関連エッセイ収録
- 河邑厚徳編『昭和二十年八月十五日　夏の日記』 博文館新社、1985年 / 角川文庫、1995年
- 紀田順一郎 『日記の虚実』 新潮選書、1988年 / ちくま文庫、1995年 /「著作集 第7巻」三一書房、1998年
　永井荷風・伊藤整・古川ロッパら9名の日記を考察。
- 永六輔監修『八月十五日の日記』 講談社、1995年。103名の日記を編・解説
- 野坂昭如 『「終戦日記」を読む』 朝日文庫、2010年 / 新編・中公文庫、2020年
　元版は〈NHK人間講座〉テキスト、2002年、日本放送協会出版、2005年

山田風太郎、高見順、大佛次郎、永井荷風、渡辺一夫、徳川夢声、中野重治、海野十三、伊藤整らの日記を読み講ずる。
- ドナルド・キーン 『日本人の戦争 作家の日記を読む』 角地幸男訳、文藝春秋、2009年 / 文春文庫、2011年、文春学藝ライブラリー文庫、2020年
- 保阪正康 『〈敗戦〉と日本人』 ちくま文庫、2006年。日記回想を通じ戦争末期を描く。
- 保阪正康 『作家たちの戦争　昭和史の大河を往く 第11集』 毎日新聞社、2011年

荷風、山田風太郎、大佛次郎、丹羽文雄、島木健作ら全10名の作家らの日記作品を通じ昭和史の一端を描く。
- 山本一生 『日記逍遥　昭和を行く　木戸幸一から古川ロッパまで』 平凡社新書、2011年
- 井上太郎 『旧制高校生の東京敗戦日記』 平凡社新書、2000年
- 井上寿一 『昭和の戦争　日記で読む戦前日本』 講談社現代新書、2016年
- 中川右介 『昭和20年8月15日 文化人たちは玉音放送をどう聞いたか』 NHK出版新書、2025年
- 御厨貴編 『近現代日本を史料で読む』 中公新書、2011年 - 編者ほか全20名で日記・史料を紹介。
- 土田宏成編 『日記に読む近代日本4　昭和前期』 吉川弘文館、シリーズ（全5巻）、2011-2012年
- 黒沢文貴・季武嘉也編 『日記で読む近現代日本政治史 史料で読み解く日本史②』 ミネルヴァ書房、2017年